# Niels Croiset
Pour les articles homonymes, voir Croiset.
 (octobre 2018).
Si vous disposez d'ouvrages ou d'articles de référence ou si vous connaissez des sites web de qualité traitant du thème abordé ici, merci de compléter l'article en donnant les références utiles à sa vérifiabilité et en les liant à la section « Notes et références ».
Niels Croiset, né le 28 mai 1974 aux Pays-Bas, est un acteur et réalisateur néerlandais.

## Carrière
Il est l'arrière-petit-fils de l'acteur Jules Verstraete. Il est le petit-fils de l'acteur néerlandais Max Croiset et de l'actrice belge Jeanne Verstraete, le fils de l'acteur Jules Croiset, le frère cadet de l'acteur Vincent Croiset. Le neveux de l'acteur-écrivain Hans Croiset et l'écrivaine Agaath Witteman. Il est le petit-neveu de l'actrice belge Mieke Verstraete puis des acteurs Guus Verstraete, Bob Verstraete et Richard Flink. Il est le petit-cousin des acteurs Coen Flink et Guus Verstraete jr..

## Filmographie

### Téléfilms
- 1999 : Blauw blauw (nl) : Johnny
- 2000 : Wildschut & De Vries (nl) : Raymond Westerveld
- 2001 : Westenwind (nl) : Herman Scholte
- 2002 : Rozengeur & Wodka Lime (nl) : Jack Vliering
- 2004 : Ernstige Delicten (nl) : Robin Vermeer
- 2004 : Baantjer : Leon Herfst
- 2008 : Flikken Maastricht (saison 2) : Camiel
- 2010 : Kinderen Geen Bezwaar (nl) : Oscar
- 2014 : Heer & Meester (nl) : Thijs van Andel
- 2014 : Goede tijden, slechte tijden : Docteur Weerdenstein
- 2018 : Flikken Maastricht (saison 12) : Tio Revius